# 思源州
思源州（思元州）是唐代黔州都督府所屬的一個羈縻州。其轄地在今重慶市貴州省廣西省湖南省交界處附近一帶地方，是唐代招撫當地土著所設置的州縣，一般由其頭人任州官，宋代屬夔州路紹慶府。